# 김금용
김금용(金錦蓉, 1968년 7월 4일 ~ )은 대한민국의 배우이다. 1991년에 영화 《산산이 부서진 이름이여》를 통해 데뷔하여 청룡영화상, 춘사영화상 신인여우상을 수상했다. 1998년에 은퇴했고 1999년 1월에는 남편인 김광일과 결혼하고 미국으로 이주했다.

## 학력
- 은광여자고등학교 졸업
- 숙명여자대학교 무용학과 학사 과정 졸업

## 출연 작품

### 영화
- 1991년 《산산이 부서진 이름이여》 - 묘흔 역
- 1993년 《삘구》 - 유나 역
- 1993년 《101번째 프로포즈》 - 혜원 역
- 1994년 《나는 소망한다 내게 금지된 것을》 - 특별 출연
- 1995년 《사랑의 묵시록》

### 드라마
- 1992년 KBS 2TV 일일 드라마 《해뜰날》 - 김미연 역
- 1992년 SBS 월화 미니시리즈 《재회》 - 나영 역
- 1993년 KBS 2TV 수목 미니시리즈 《기쁨이면서 슬픔인 채로》 - 김진경 역
- 1996년 MBC 수목드라마 《미망》 - 동네 아낙네 역
- 1998년 KBS 2TV 아침드라마 《결혼 7년》

### 연극
- 연극 《타이피스트와 사형수》
- 뮤지컬 《피터 팬》

### 광고
- 1991년~1992년 엘칸토 부띠끄

## 수상
- 1991년 청룡영화상 신인여우상
- 1991년 춘사영화상 신인여우상 (김성령과 함께 수상)